# Xenopsaris albinucha
A Xenopsaris albinucha a madarak (Aves) osztályának a verébalakúak (Passeriformes) rendjébe és a Tityridae családjába tartozó Xenopsaris nem egyetlen faja. Besorolása vitatott, egyes szervezetek a kotingafélék (Cotingidae) családjába sorolják.

## Rendszerezése
A fajt Hermann Burmeister német zoológus írta le 1869-ben, a Pachyramphus nembe Pachyramphus albinucha néven.

## Alfajai
- Xenopsaris albinucha albinucha (Burmeister, 1869)
- Xenopsaris albinucha minor Hellmayr, 1920[2]

## Előfordulása
Argentína, Bolívia, Brazília, Paraguay és Venezuela területén honos. A természetes élőhelye szubtrópusi vagy trópusi száraz erdők, szavannák, cserjések, folyók és patakok környéke, valamint erősen leromlott korábbi erdők. Vonuló faj.

## Megjelenése
Testhossza 12,5-13 centiméter, testtömege 10,2 gramm.

## Életmódja
Rovarokkal táplálkozik.

## Természetvédelmi helyzete
Az elterjedési területe rendkívül nagy, egyedszáma pedig stabil. A Természetvédelmi Világszövetség Vörös listáján nem fenyegetett fajként szerepel.

## Külső hivatkozások
- Képek az interneten a fajról
- Ibc.lynxeds.com - videók a fajról
- Xeno-canto.org - a faj hangja